# Molophilus lerionis
Molophilus lerionis är en tvåvingeart som beskrevs av Alexander 1945. Molophilus lerionis ingår i släktet Molophilus och familjen småharkrankar. Inga underarter finns listade i Catalogue of Life.